# Catedral de la Natividad de la Virgen (Rieux-Volvestre)
La catedral de la Natividad de la Virgen de Rieux-Volvestre o simplemente catedral de Rieux-Volvestre (en francés: Cathédrale de la Nativité-de-Marie de Rieux o  cathédrale de la Nativité-de-la-Vierge) es una antigua catedral católica francesa situada en la pequeña localidad de Rieux-Volvestre (solo 2591 hab. en 2013), en el departamento de Alto Garona, en la región de Occitania, bordeando el río Arize. Esta antigua catedral es conocida por su tesoro episcopal.
Está protegida bajo la clasificación de monumento histórico de Francia.

## Historia

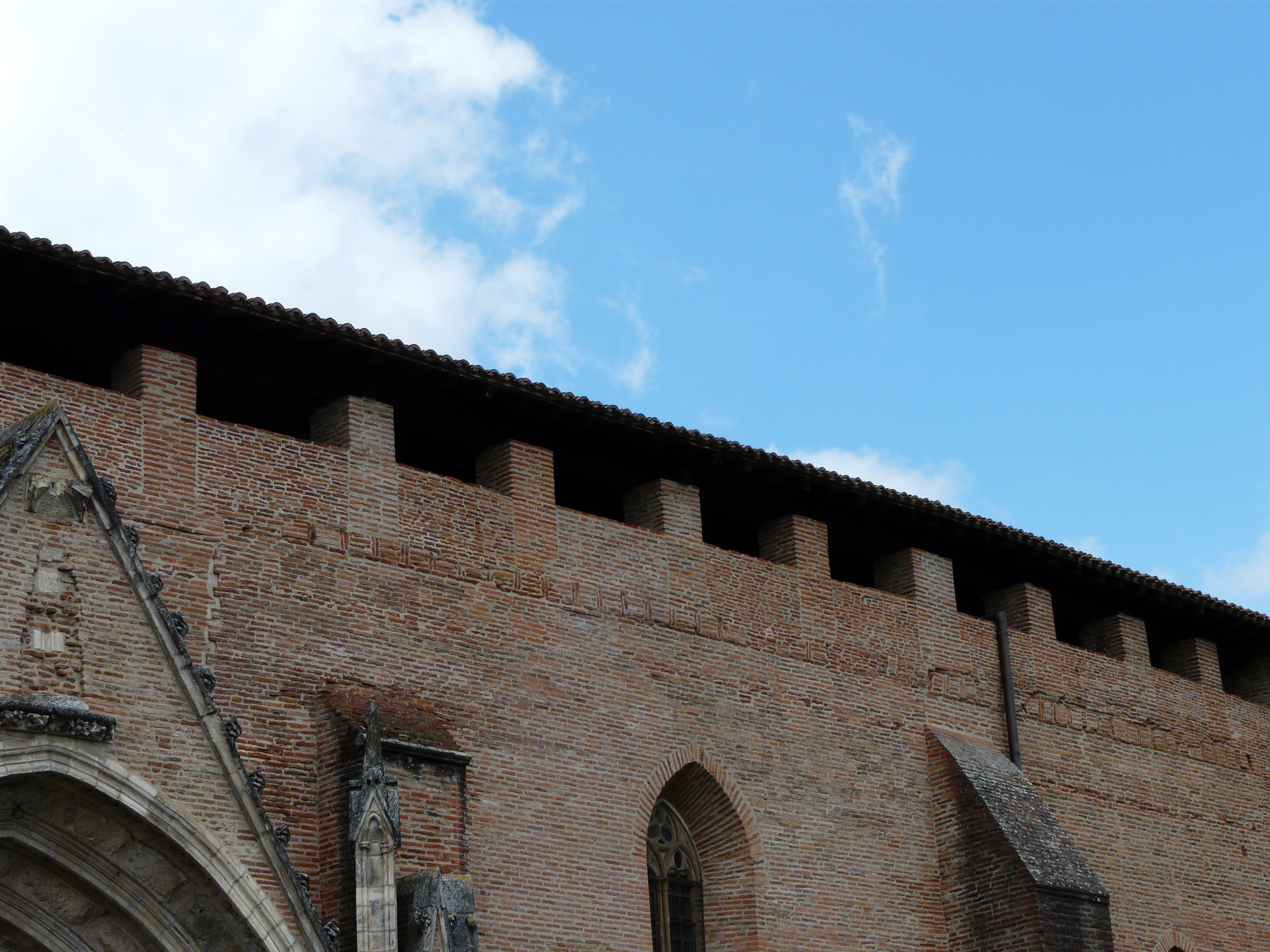
El camino de ronda, lado sur

La antigua iglesia prioral fue erigida como catedral en 1317 por el papa Juan XXII, con el objetivo de aumentar la presencia de la iglesia católica en el obispado de Toulouse, donde el catarismo todavía tenía adeptos. La diócesis de Rieux desapareció durante la Revolución Francesa en 1790, siendo adscrita a la diócesis de Toulouse.
En 1923, se clasifica como monumento histórico oficialmente. El edificio fue construido como una catedral en el siglo XIV en una arquitectura con inspiración meridional. De la primera iglesia del siglo XIII queda sólo la cabecera fortificada plana. De la reconstrucción gótica del siglo XIV queda la nave principal y la puerta.
La catedral, sin embargo, conserva su aspecto masivo original, con paredes de tres metros de espesor en algunos lugares. Tiene reforzamientos y huecos, para facilitar su defensa.
Su campanario octogonal de 43 metros de altura es de estilo tolosano: sus tres pisos a cielo abierto están perforados con vanos geminados cubiertos de arcos de ingletes.
El coro de los canónigos fue construido en el siglo XVII con 61 asientos de nogal tallado.

## Galería de imágenes

Exteriores
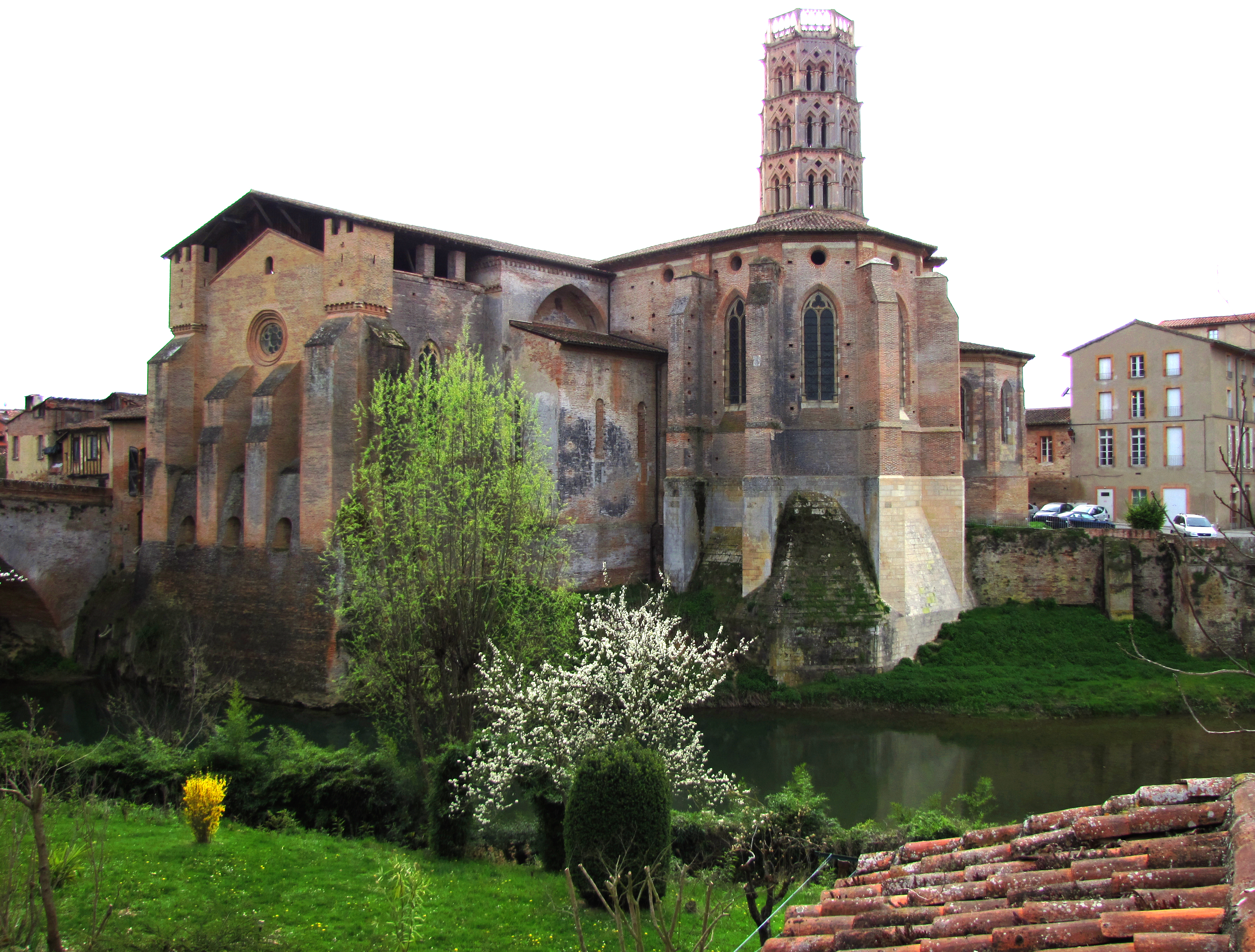
El Arieze a los pies de la catedral
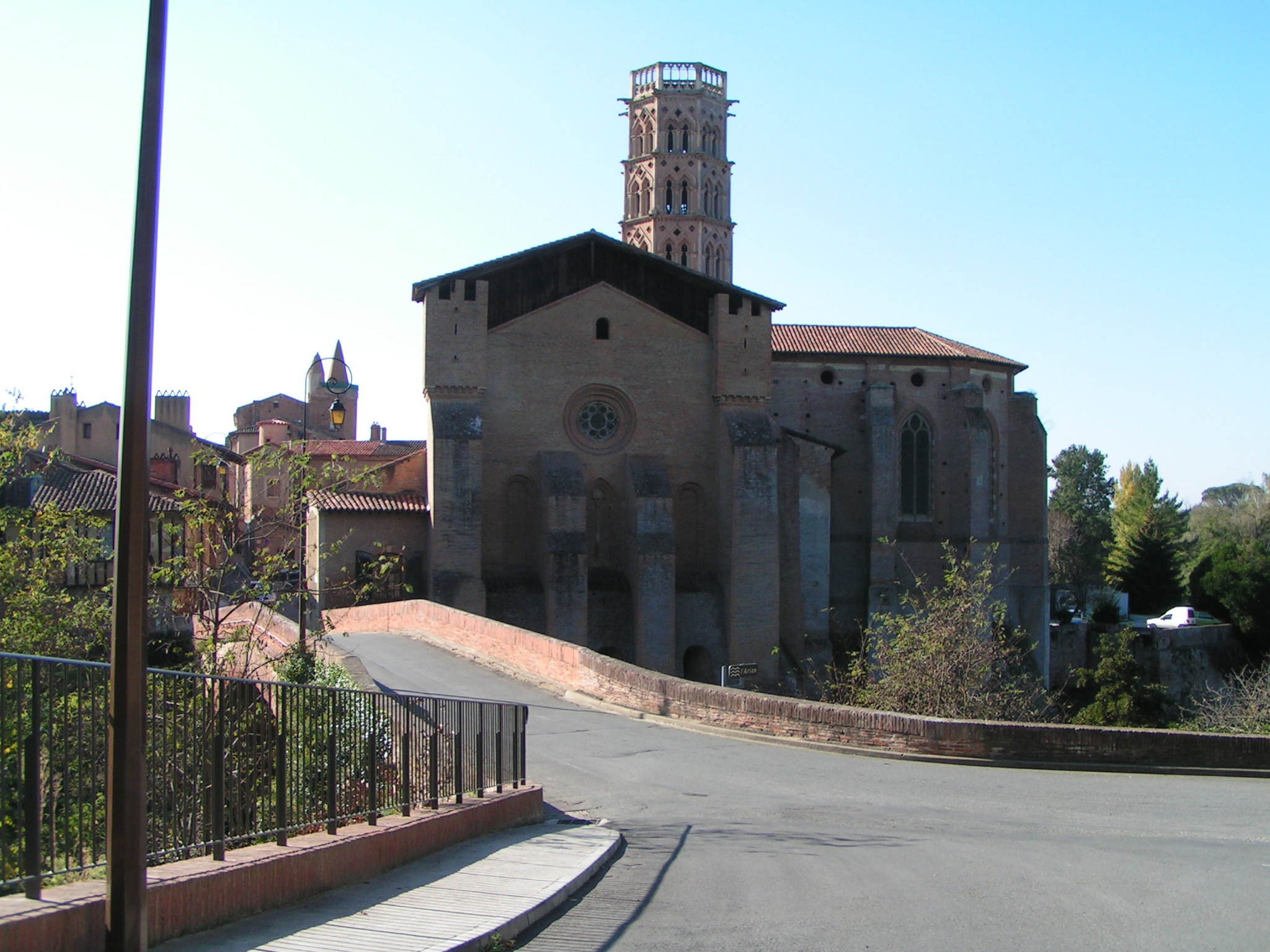
El puente que enfrenta la catedral
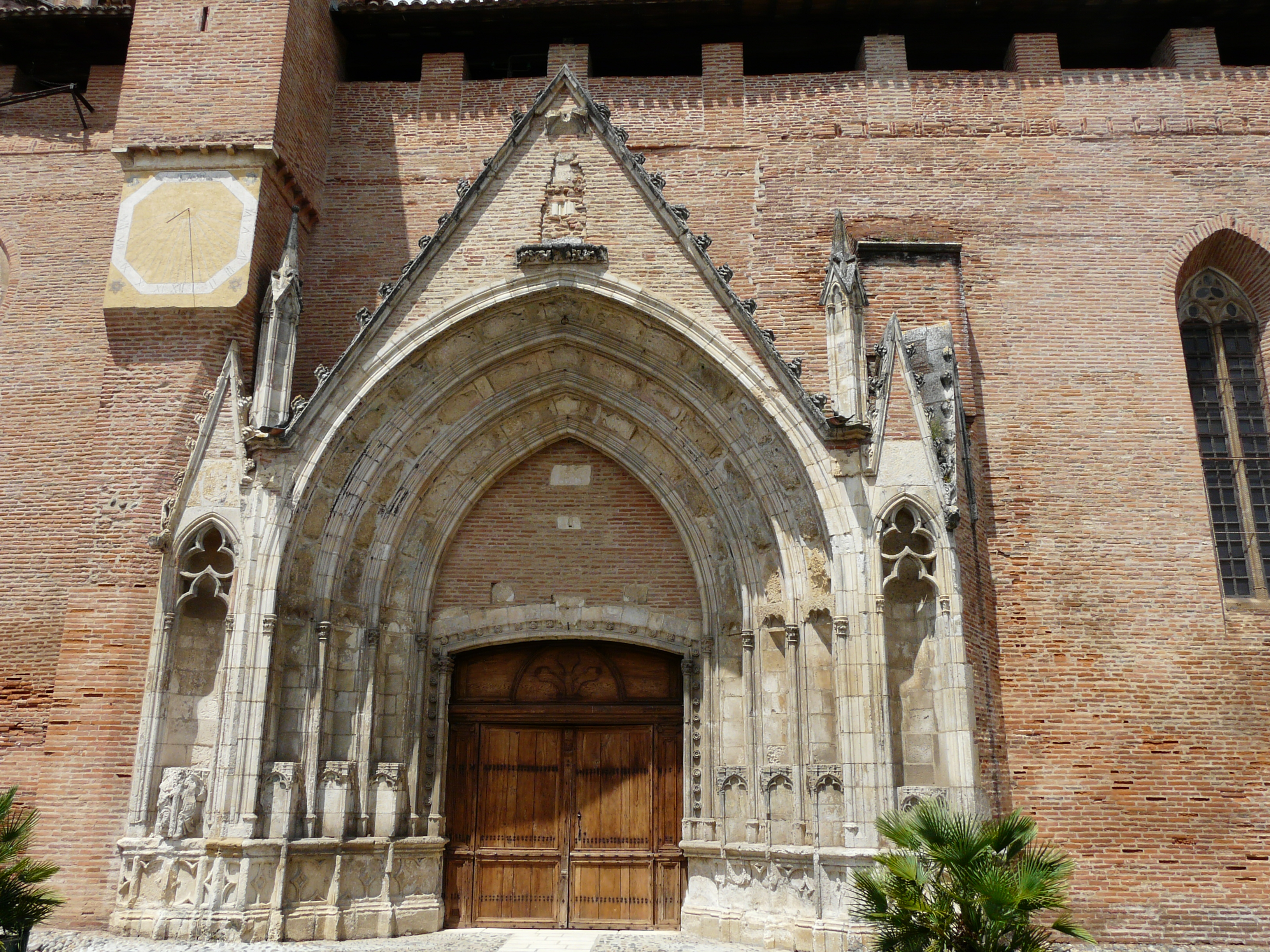
Portal
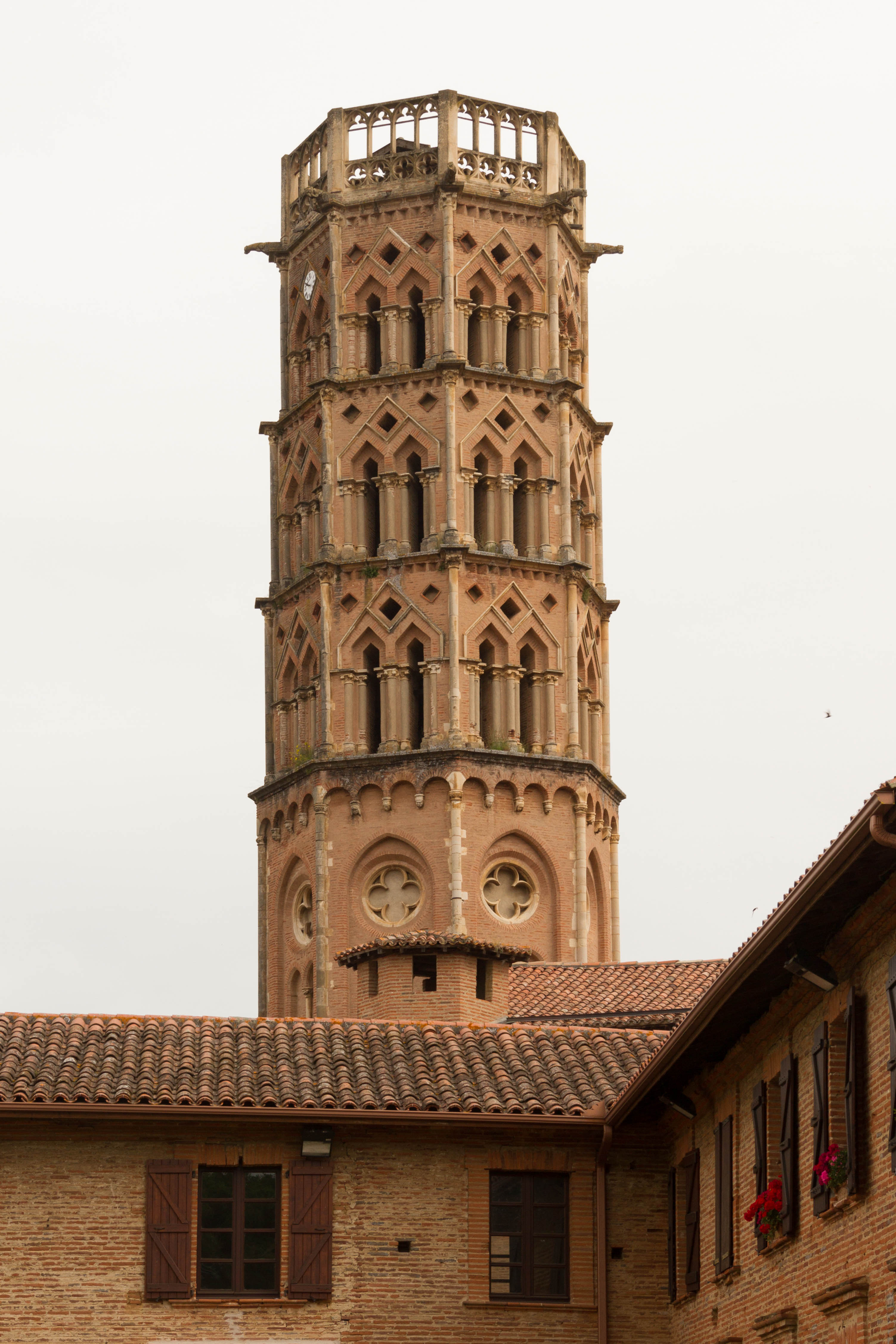
El campanario
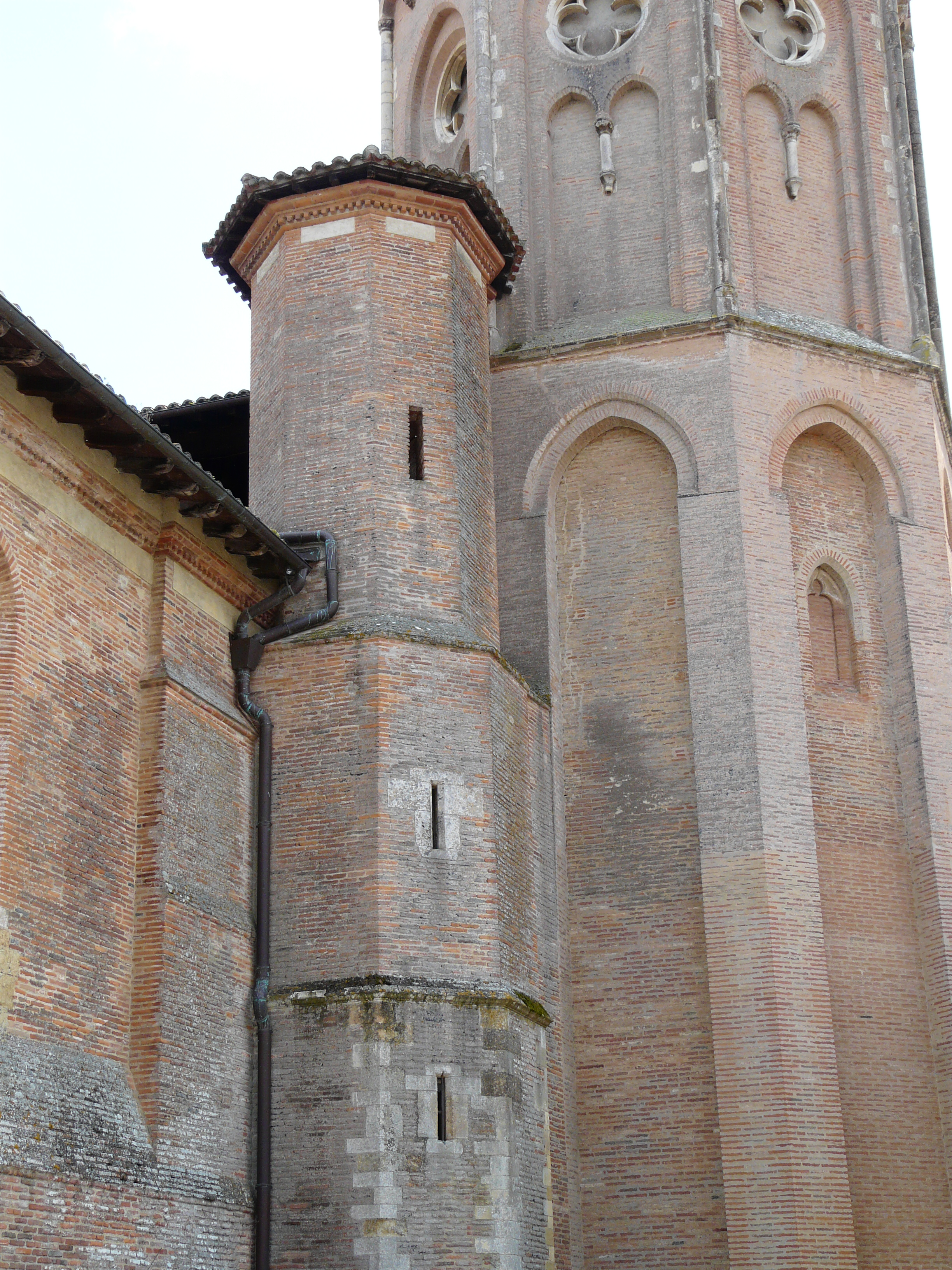
Torreta adosada al campanario

Interiores
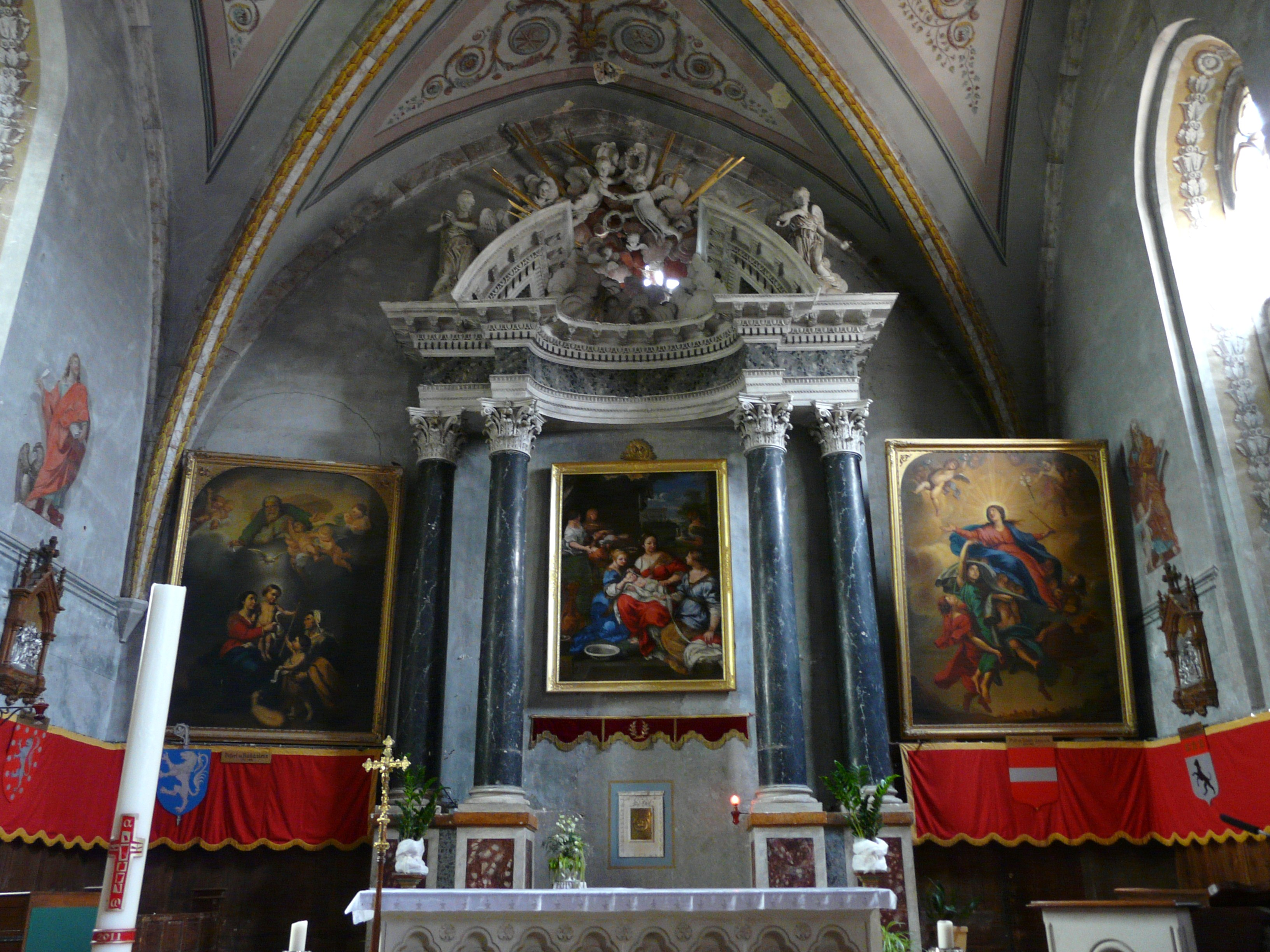
Interior de la nave
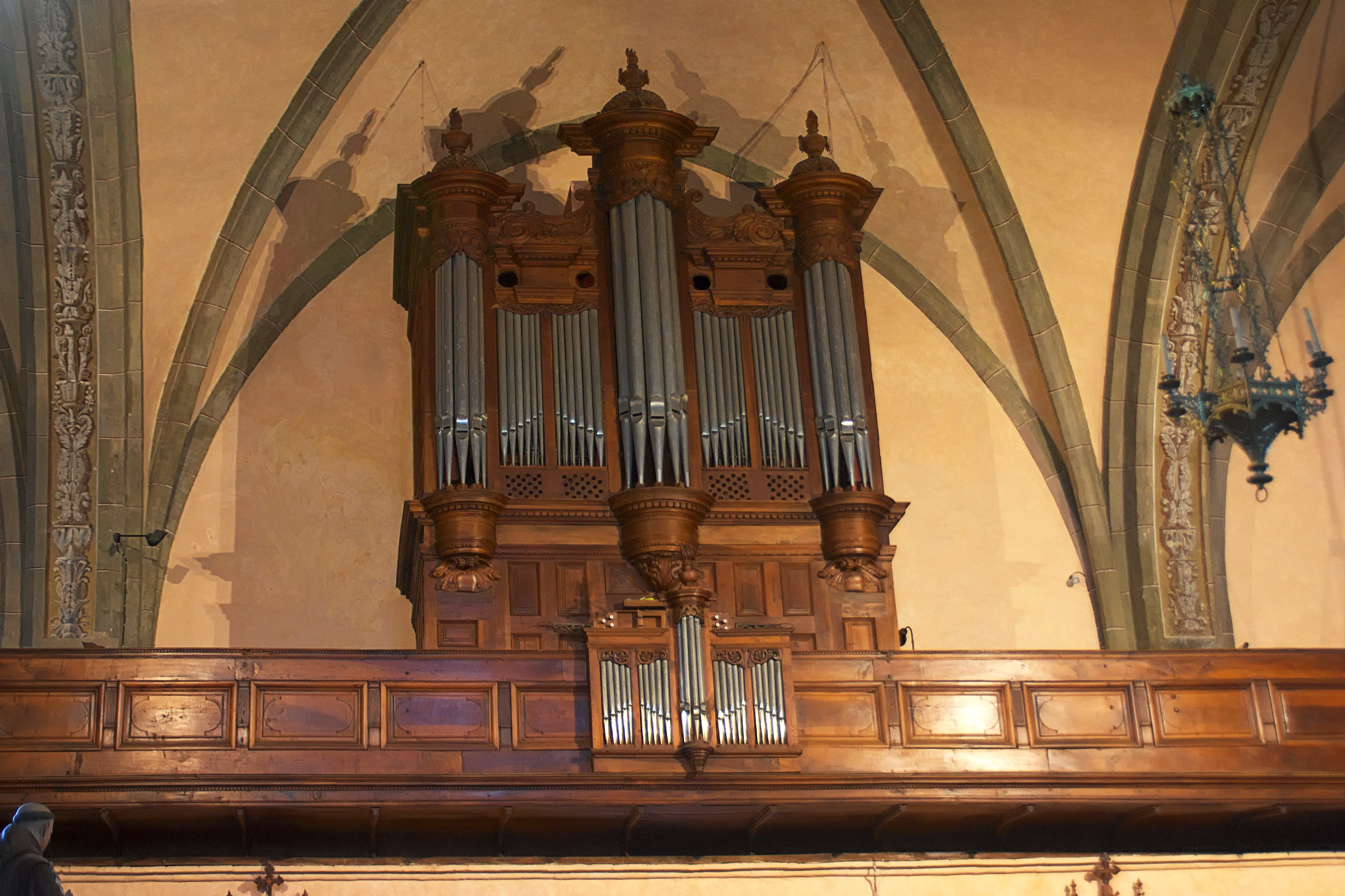
El órgano
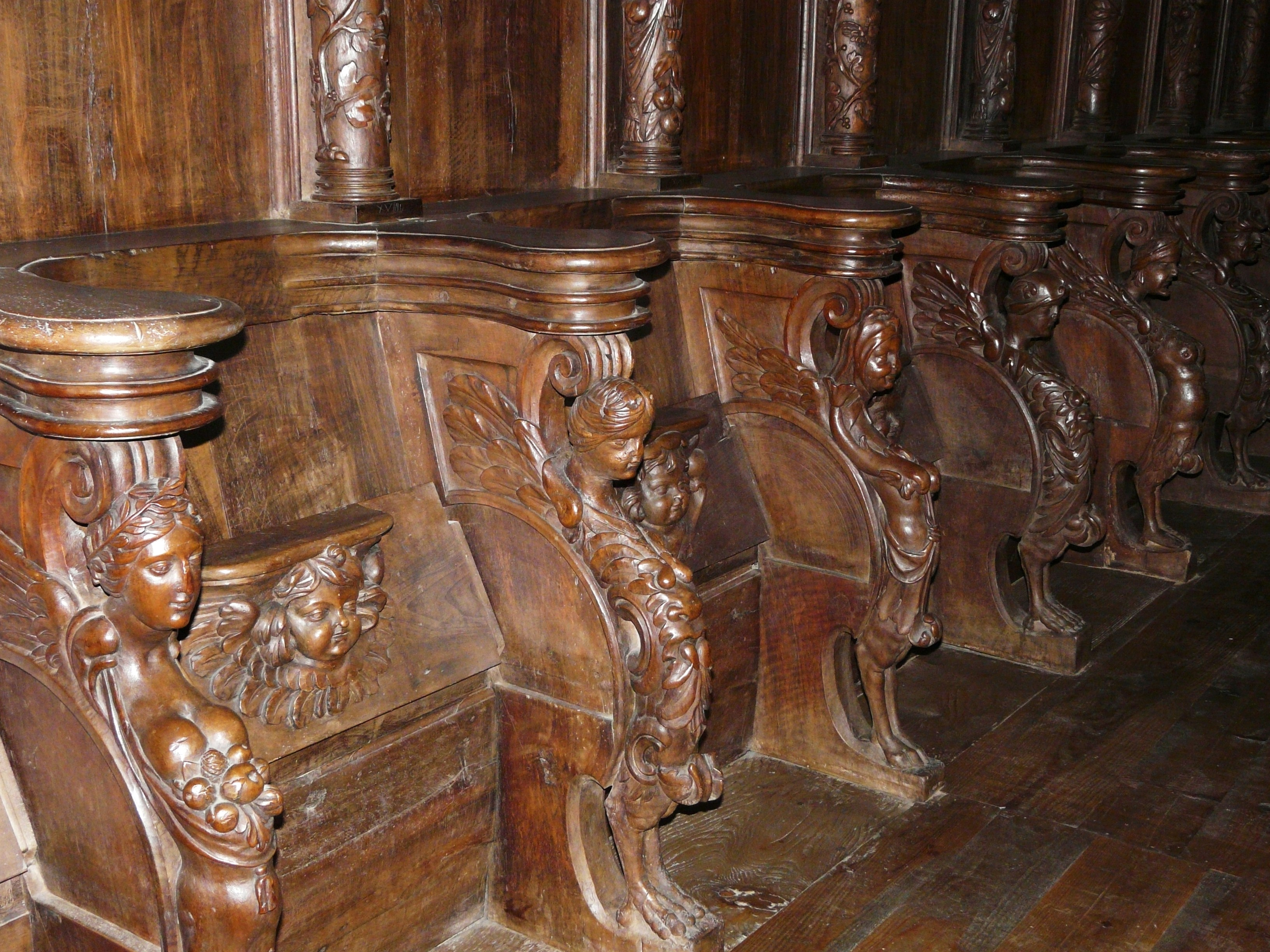
Algunos asientos de la sillería del coro de los canónigos
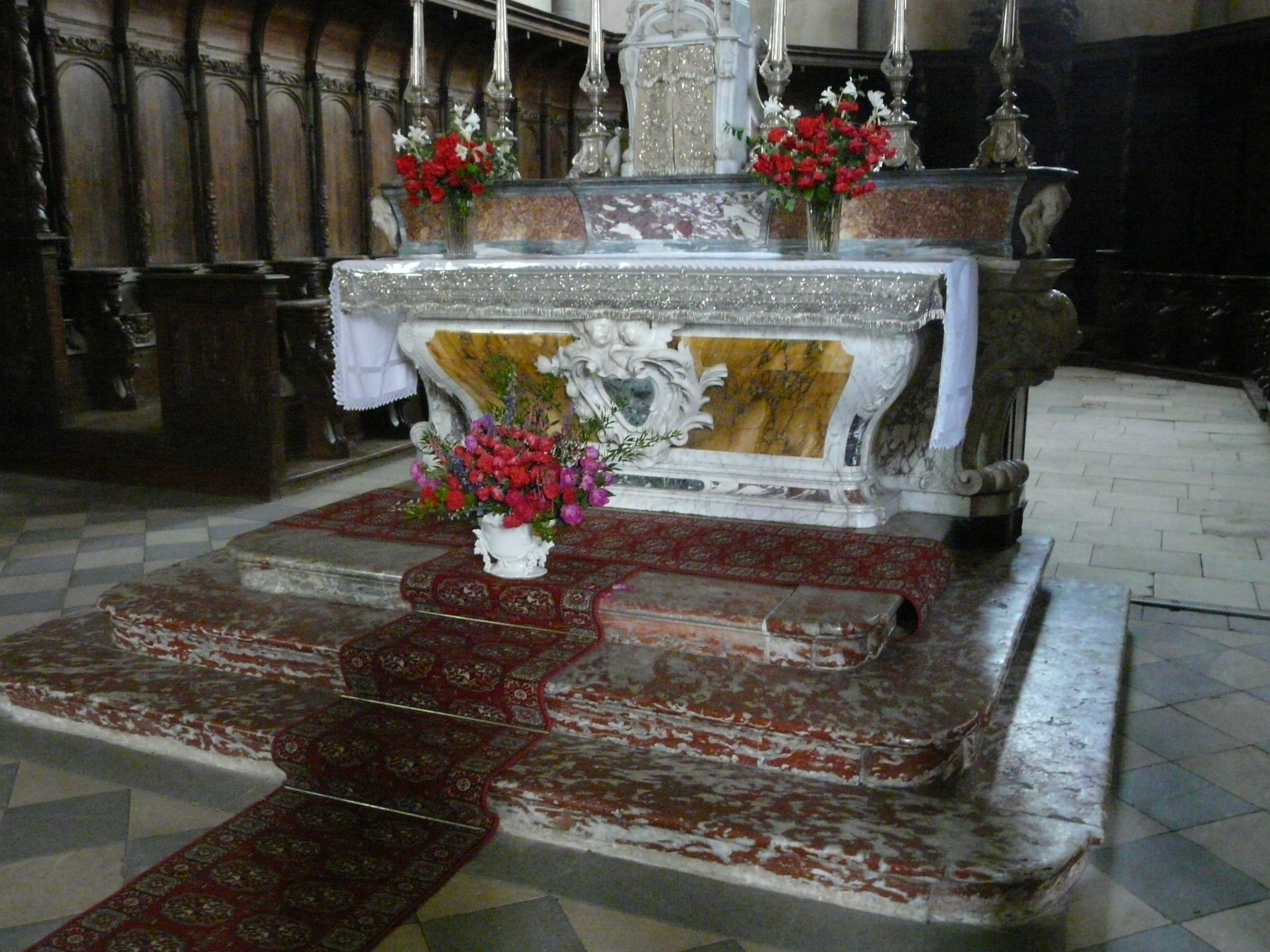
El altar del coro de los canónigos
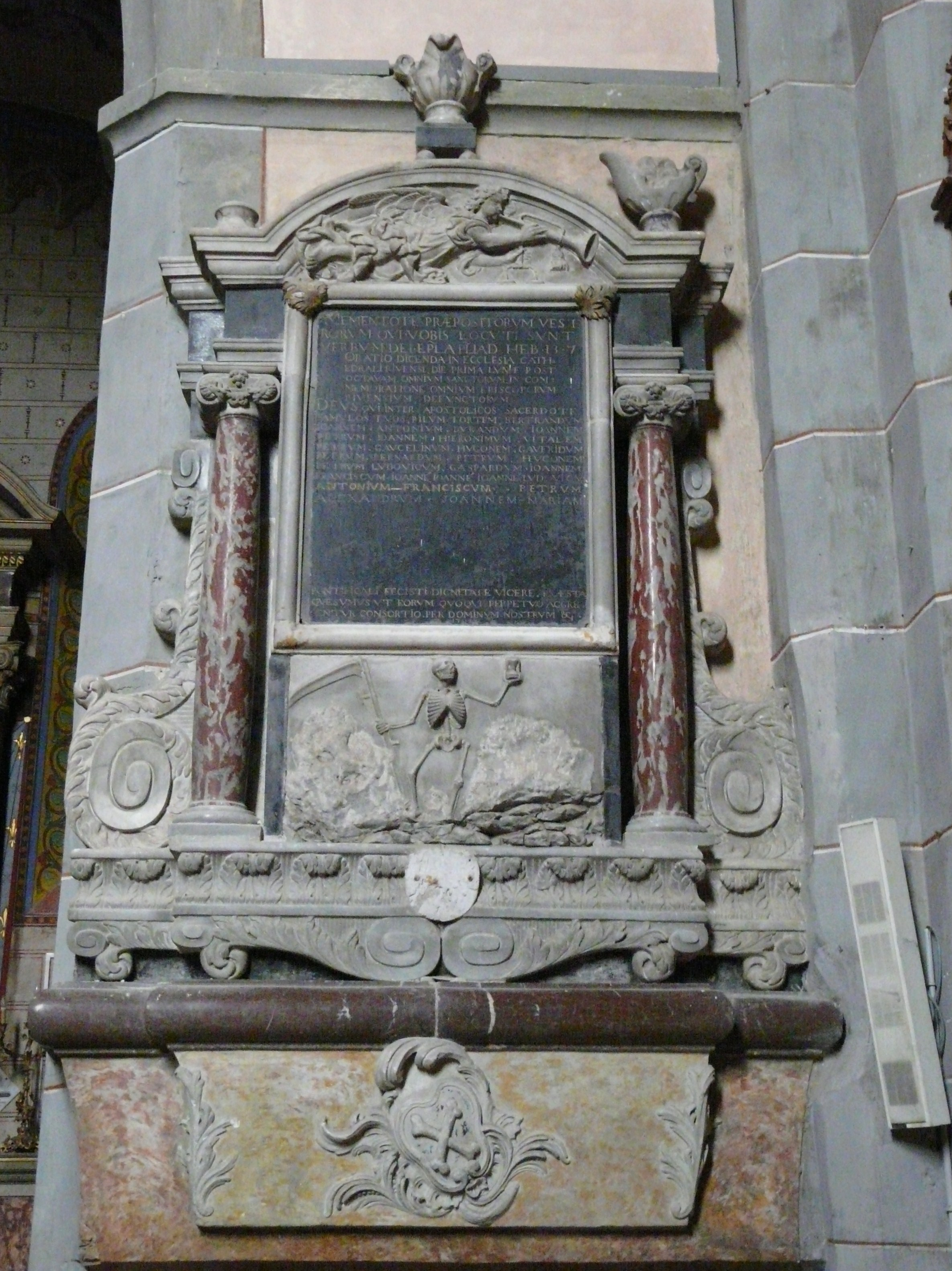
El monumento sepulcral de los obispos de Rieux